# لتنیتسا
لتنیتسا شهری در استان لووچ کشور بلغارستان است که جمعیت آن در سال ۲۰۰۱ میلادی ۴٬۳۸۹ نفر بوده‌است.